# Hamburg-Cranz
Hamburg-Cranz ist ein Hamburger Stadtteil im äußersten Westen des Bezirks Harburg. Cranz liegt unmittelbar südlich und links der Elbe.

## Geografie
Der Ort liegt an Unterelbe und Este und ist geographisch der östlichste Ort der Zweiten Meile des Alten Landes, die von der Lühe bis zur Este reicht. Entsprechend ist die Ortskultur auch vom Obstbau geprägt. Cranz ist wie das umliegende Alte Land ein beliebtes Ausflugsziel der Hamburger.
Die Bebauung befindet sich fast ausschließlich an und auf den Deichen von Elbe und Este. Das Hinterland dient dem Obstbau.

## Geschichte
Cranz wurde erstmals 1341 urkundlich erwähnt. Der Name weist auf die Eigentümlichkeit der Siedlung hin, die Häuser direkt an die Deiche zu bauen, so dass sie in kranzartiger Weise an den Ufern der Flüsse Este und Lühe lag. Im Dreißigjährigen Krieg wurde das Dorf 1645 schwedisch, bevor 1712 die Dänen die Herrschaft übernahmen. Nach dem Deutsch-Dänischen Krieg von 1864 kam Cranz zum Königreich Hannover, mit dem es 1866 von Preußen annektiert wurde.
Aufgrund des Groß-Hamburg-Gesetzes von 1937 wurde Cranz als einziger Ort der Zweiten Meile des Alten Landes nach Hamburg eingemeindet. Zuvor gehörte es zum Regierungsbezirk Stade in der preußischen Provinz Hannover. Die evangelisch-lutherischen Christen in Cranz gehören noch heute zur  Evangelisch-lutherischen Landeskirche Hannovers.
In den 1970er Jahren wurde im äußersten Süden des Stadtteils die viergeschossige Siedlung Estebogen erbaut, in der vorwiegend Werftarbeiter türkischer Herkunft der nahegelegenen Sietas-Werft in Neuenfelde leben.

## Statistik
- Anteil der unter 18-Jährigen: 17,8 % [Hamburger Durchschnitt: 16,8 % (2023)][2]
- Anteil der über 64-Jährigen: 19,4 % [Hamburger Durchschnitt: 17,8 % (2023)][2]
- Ausländeranteil: 29,4 % [Hamburger Durchschnitt: 20,7 % (2023)][2]
- Arbeitslosenquote: 5,8 % [Hamburger Durchschnitt: 5,2 % (2017)].[3]

Das durchschnittliche Einkommen je Steuerpflichtigen beträgt in Cranz 35.209 Euro jährlich (2020), der Hamburger Gesamtdurchschnitt liegt bei 48.035 Euro.

## Politik
Für die Wahl zur Hamburgischen Bürgerschaft gehört Cranz zum Wahlkreis Süderelbe. Die Bürgerschaftswahlen 2025, 2020, 2015, 2011, 2008, 2004, 2001, 1997, 1993, 1991, 1987, 1986 und Dezember 1982 führten zu folgendem Ergebnis:
| Bürgerschaftswahl | SPD    | CDU    | AfD    | Grüne 1) | Linke 2) | FDP    | Übrige    |
| ----------------- | ------ | ------ | ------ | -------- | -------- | ------ | --------- |
| 2025 3)           | 31,1 % | 24,7 % | 12,6 % | 11,1 %   | 08,0 %   | 02,2 % | 07,3 %    |
| 2020              | 42,4 % | 09,7 % | 05,2 % | 29,1 %   | 03,8 %   | 03,6 % | 06,2 %    |
| 2015              | 54,2 % | 11,5 % | 02,0 % | 15,1 %   | 06,7 %   | 08,1 % | 02,4 %    |
| 2011              | 46,2 % | 21,6 % | –      | 14,6 %   | 05,3 %   | 07,2 % | 05,1 %    |
| 2008              | 37,0 % | 43,9 % | –      | 06,6 %   | 04,6 %   | 07,3 % | 00,7 %    |
| 2004              | 32,3 % | 49,3 % | –      | 07,9 %   | –        | 03,8 % | 06,7 %    |
| 2001              | 37,3 % | 27,2 % | –      | 04,9 %   | 00,3 %   | 06,1 % | 24,1 % 4) |
| 1997              | 42,0 % | 30,0 % | –      | 09,5 %   | 00,0 %   | 04,2 % | 14,3 % 5) |
| 1993              | 48,1 % | 22,8 % | –      | 07,5 %   | –        | 05,6 % | 16,0 % 6) |
| 1991              | 51,1 % | 36,3 % | –      | 03,3 %   | –        | 05,8 % | 03,5 %    |
| 1987              | 48,3 % | 42,9 % | –      | 03,4 %   | –        | 04,0 % | 01,5 %    |
| 1986              | 43,3 % | 45,1 % | –      | 06,7 %   | –        | 03,9 % | 01,0 %    |
| Dez. 1982         | 47,5 % | 44,2 % | –      | 03,3 %   | –        | 04,4 % | 00,6 %    |

Für die Bundestagswahl gehört Cranz zum Wahlkreis Hamburg-Bergedorf – Harburg. Bei den Bezirksversammlungswahlen zählt der Stadtteil zum Wahlkreis Neugraben-Fischbek/Ost, Moorburg, Altenwerder, Francop, Neuenfelde, Cranz.

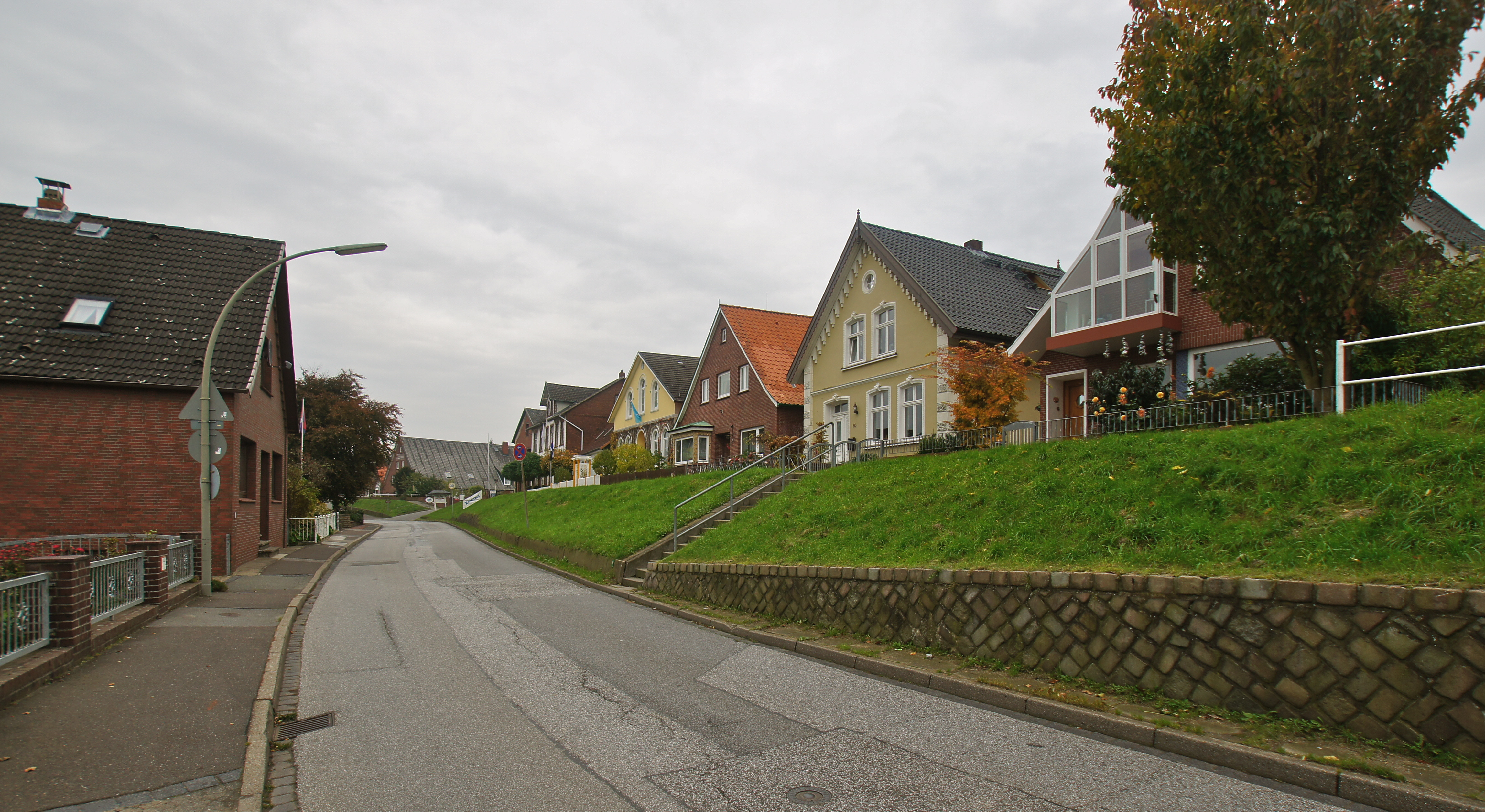
Estedeich in Cranz, 2012

## Kultur und Sehenswürdigkeiten

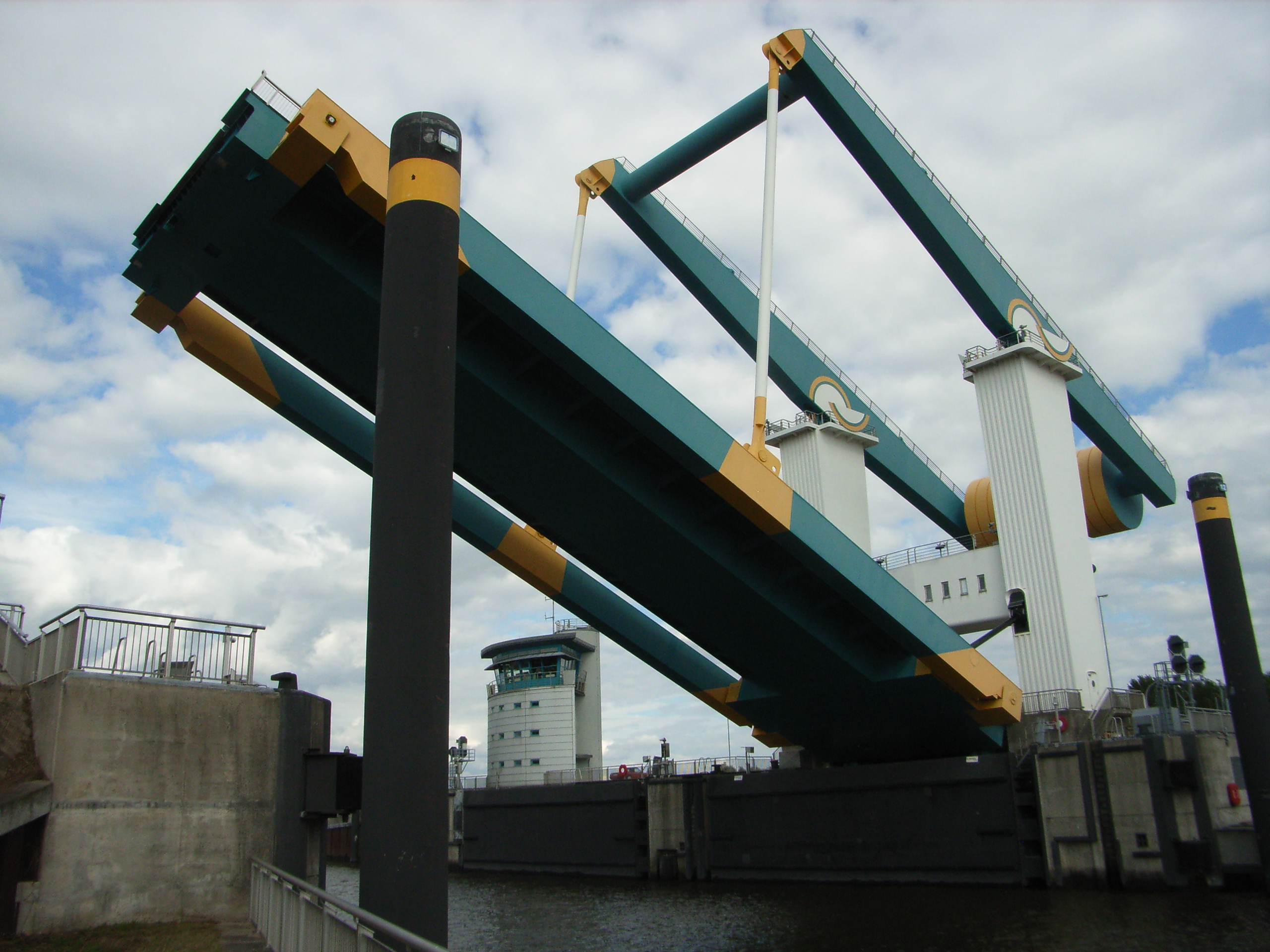
Estesperrwerk mit halbgeöffneter Klappbrücke

### Bauwerke
Nach der Sturmflut 1962 wurde das Estesperrwerk erbaut. Das Sperrwerk wurde in den Jahren 1996 bis 2000 durch einen Neubau ersetzt und verfügt über eine lichte Durchfahrtsbreite von 40 m.

## Wirtschaft und Infrastruktur

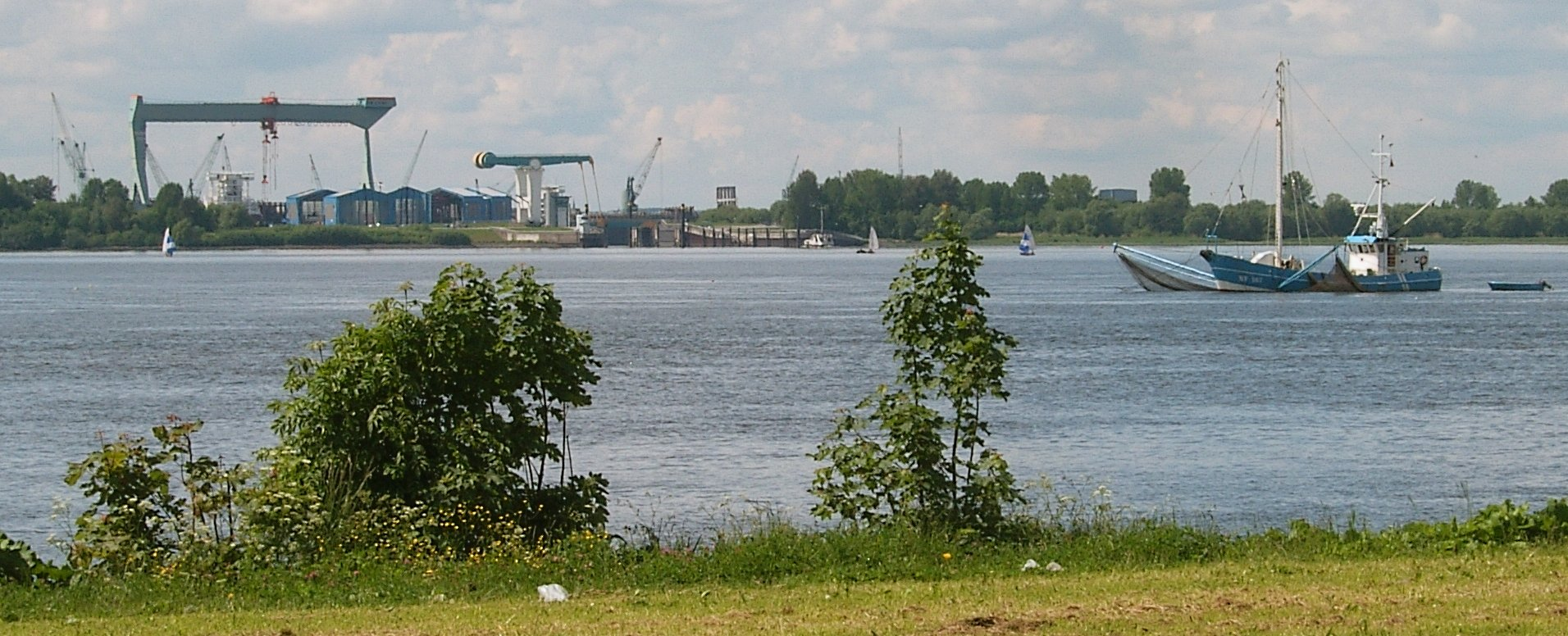
Fischfang 2006 auf der Unterelbe vor Cranz. Links die Sietas-Werft in Neuenfelde und die Hubbrücke am Este-Sperrwerk. (Blick von Blankenese)

### Verkehr
Cranz ist unter anderem mit der Elbfähre von Blankenese aus erreichbar. Außerdem fährt die HVV-Buslinie 150 über Finkenwerder nach Altona. Die HVV-Buslinie 2050 verbindet Cranz mit dem niedersächsischen Teil des Alten Landes und fährt über Jork, Steinkirchen und Hollern-Twielenfleth nach Stade.

### Bildung
Mit der Schule Cranz am Estebogen gibt es in Cranz eine Grundschule, die seit dem Schuljahr 2010/2011 eine Ganztägige Bildung und Betreuung (GBS) anbietet.

## Religion
Im Unterschied zu den übrigen Stadtteilen Hamburgs gehört Cranz zur Kirchengemeinde St. Martini (Estebrügge) im Kirchenkreis Stade der Evangelisch-lutherischen Landeskirche Hannovers.

### Sport
Am Estebogen spielt der Verein SV Este 06/70, der nach dem gleichnamigen Fluss benannt ist, in der Hamburger Bezirksliga Süd. Die Fußballmannschaften des ASC Cranz-Estebrügge nehmen am Spielbetrieb des Niedersächsischen Fußballverbands teil.